# Kromidowo
Kromidowo (bułg. Кромидово) – wieś w Bułgarii, w obwodzie Błagojewgrad, w gminie Petricz. Według danych szacunkowych Ujednoliconego Systemu Ewidencji Ludności oraz Usług Administracyjnych dla Ludności, 15 czerwca 2020 roku miejscowość liczyła 119 mieszkańców.

## Osoby związane z miejscowością

### Urodzeni
- Krum Wasilew (1937) – bułgarski działacz komunistyczny

### Zmarli
- Stawre Christow (1907–1928) – bułgarski rewolucjonista

### Związani
- Ilija Manołow (1929) – bułgarski etnomuzykolog